# Flumetralin
Flumetralin ist ein synthetischer Wachstumsregulator. Er wurde 1983 entwickelt.

## Darstellung
4-Chlorbenzotrifluorid wird nitriert und anschließend mit Ethyl(2-chlor-6-fluorbenzyl)amin zum Flumetralin umgesetzt.

## Eigenschaften
Flumetralin ist ein gelber, kristalliner Feststoff, der unlöslich in Wasser ist. Die Substanz ist geruchlos. Sie ist bei pH-Werten zwischen 5 und 9 stabil und zersetzt sich exotherm bei Temperaturen über 250 °C.

## Verwendung und Wirkungsweise
Flumetralin wird im Tabakanbau verwendet, um das Wachstum von Achselknospen zu kontrollieren, nachdem die Blüten abgeschnitten wurden. Es hat eine lokale systemische Wirkung sowie Kontaktwirkung. Durch seine hohe Persistenz ist eine Wirkung über lange Zeiträume möglich.

## Toxikologie
Laut WHO besteht keine Gefahr durch Flumetralin bei normaler Verwendung. Es ist wenig toxisch für Säugetiere, Vögel und Bienen, jedoch sehr giftig für Wasserlebewesen wie Fische oder Schalentiere. Außerdem ist Flumetralin sehr persistent mit einer Halbwertszeit im Labor von 727 Tagen (bei 20 °C). Es ist in Wasser nur wenig hydrolyseempfindlich, baut sich aber unter Sonneneinstrahlung schnell ab.

## Analytik
Der zuverlässigen Nachweis und die Quantifizierung von Flumetralin kann mittels gaschromatographischer Methoden erfolgen. Zur Identifizierung kann nach der chromatographischen Trennung ein Massenspektrometer verwendet werden.

## Zulassung
Flumetralin war in der Europäischen Union ab 11. Dezember 2015 zugelassen. Die Zulassung lief zum 15. Januar 2025 aus. In Deutschland, Österreich sowie in der Schweiz sind keine Pflanzenschutzmittel mit Flumetralin zugelassen.